# Поль де Кок
Шарль Поль де Кок (фр. Charles Paul de Kock, 21 травня 1793, Пассі — 29 серпня 1871, Роменвіль, поблизу Парижа) — французький прозаїк, чиє ім'я тривалий час слугувало загальним позначенням фривольного автора. Батько романіста та драматурга Анрі де Кока.

## Життєпис
Син голландського банкіра Йоганнеса (Жана) де Кока, який був гільйотинований у 1794 р. під час Великої Французької революції, та вдови Анн-Марі Кісберже (фр. Anne Barbe Kosseler de Fontaine).
Гендрик Меркус де Кок — зведений брат письменника, голландський військовий і політик.
В юності навчався музики, охоче відвідував разом із матір'ю постановки мелодрам і водевілів.
З 1808 служив банківським клерком. Свій перший роман «Дитина моєї дружини» написав у п'ятнадцятирічному віці; виданий коштом автора, роман не здобув успіху.
У 1814 році була поставлена мелодрама де Кока «Пані де Вальнуар», яка була переробкою роману Дюкре-Дюмініля. Успіх прийшов лише 1821 року, з романом «Гюстав» — його високо оцінив Шатобріан. Його наступні романи друкувалися великими тиражами й мали величезний успіх у Європі; «для них характерні комічні пригоди героїв — молодих гульвіс і старих жуїрів з дрібної та середньої буржуазії Парижа в міщанському світлі сентиментальних гризеток, торговок та ремісників».
У 1832 році придбав будинок у Роменвілі поблизу Парижа. Залишив мемуари — «Записки Поль-де-Кока (писані ним самим)».

## Творчість

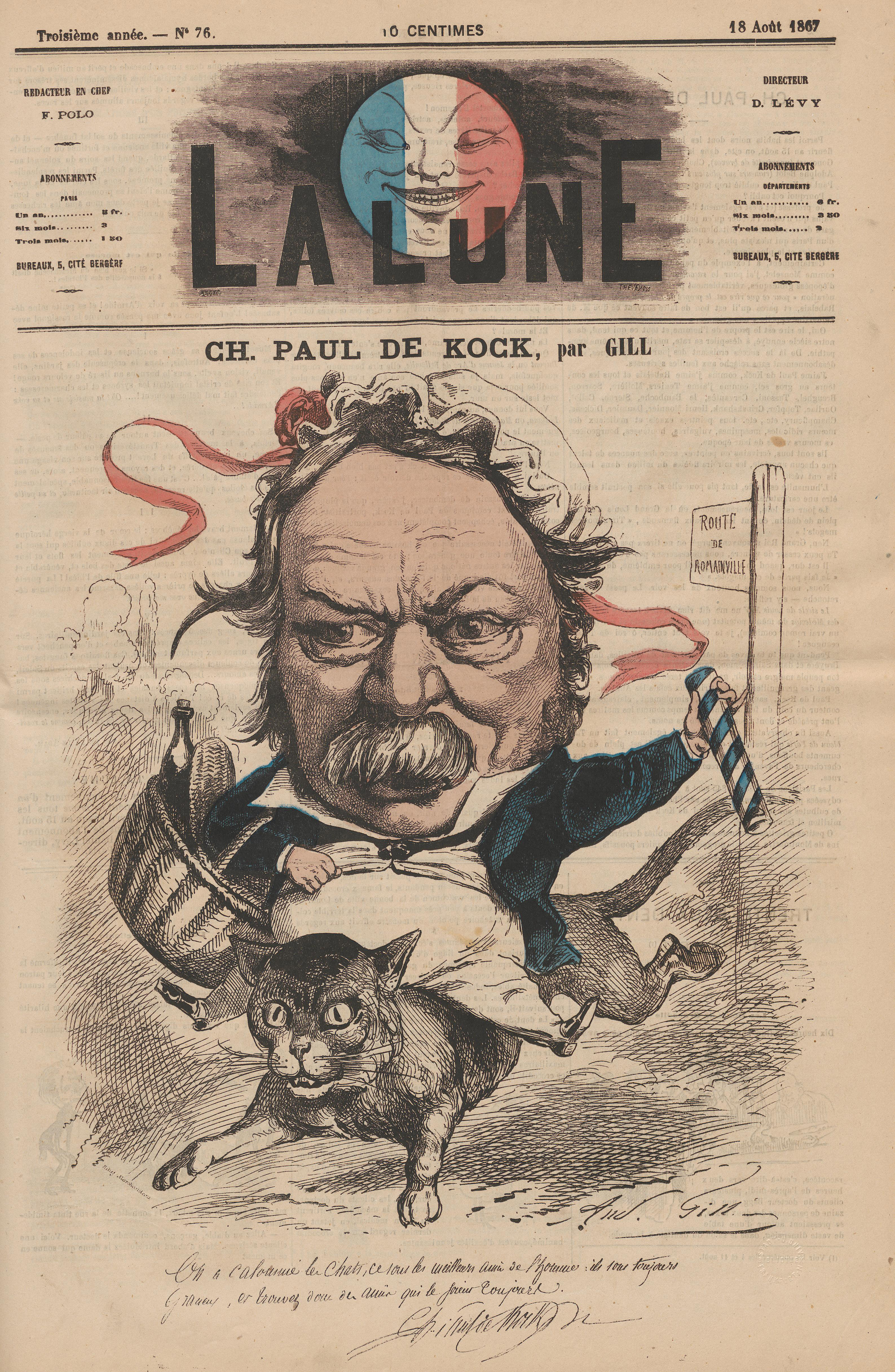
Карикатура на де Кока авторства Андре Жілля, 1867 р.

Поль де Кок був автором майже двохсот драматичних творів (мелодрам, драм, комічних опер, комедій та водевілів), безлічі пісень. Інтерес до творів де Кока, згаслий на початку XX століття, відновився через століття, коли низка його творів була перевидана.

### Вибрані твори
- L'Enfant de ma femme (1812)
- Gustave le mauvais sujet (1821)
- André le Savoyard (1825)
- Frere Jacques (1825)
- Le barbier de Paris (1827
- La Femme, le mari et l'amant (1829)
- Le Cocu (1832)
- Moustache (1838)
- Cerisette (1850)
- Les Enfants du boulevard (1864)
- La Petite Lise (1870)

## Цікаві факти
Поль де Кок двічі згаданий у повісті Тараса Шевченка «Художник».
Завдяки простоті мови Поля де Кока його романи незрідка використовувалися як матеріал для опанування французької мови мешканцями Російської імперії.
У своїх записках про подорож Росією Астольф де Кюстін стверджував, що там серед письменників віддають перевагу саме Полю де Коку. Через це він зробив висновок, що «у Росії дозволені лише ті розваги, які геть позбавлені сенсу».
Палким шанувальником творчості Поля де Кока був римський папа Григорій XVI. Коли художник Поль Деларош почав писати його портрет, понтифік насамперед звернувся до нього із запитанням: «Чи читали ви Поля де Кока?».